# Firmenich (fabrikant)
Firmenich SA is een private Zwitsere Vennootschap, die op het gebied van geur- en smaakstoffen actief is. Het is de op een na grootste firma ter wereld op dit gebied en de grootste, die in particuliere handen is. Het hoofdkantoor staat in Kaiseraugst (bij Bazel). Op 20 april 2023 fuseerde het bedrijf met het Nederlandse DSM; de twee zijn samen verder gegaan als DSM-Firmenich.

## Activiteiten
Firmenich heeft al meer dan 100 jaren parfums gecreëerd en staat achter een beduidend aantal aroma’s.
Firmenich stelt 10.000 mensen tewerk verspreid over 63 vestigingen. De belangrijkste concurrenten van Firmenich zijn Givaudan, International Flavors and Fragrances (IFF) en Symrise. In de Benelux heeft het alleen een kleine vestiging in Louvain-la-Neuve.  
Het bedrijf heeft een gebroken boekjaar dat eindigt per 30 juni. De omzet in het gebroken boekjaar tot 30 juni 2021 bedroeg 4,3 miljard Zwitserse frank. In Europa wordt zo'n een derde van de omzet behaald en Noord-Amerika is met een kwart de op een na belangrijkste afzetregio.
Er zijn twee bedrijfsonderdelen:
- Perfumery & Ingredients, geurstoffen en met twee derde van de totale omzet de grootste activiteit en
- Taste & Beyond, smaakstoffen.

## Geschiedenis
Het bedrijf Chuit & Naef is in 1895 in Genève door de chemicus Philippe Chuit en de zakenman Martin Naef opgericht. Fred Firmenich trad in 1900 in dienst van de onderneming en werd later haar meerderheidsaandeelhoudster. De naam van de onderneming werd dan gewijzigd in Firmenich SA.
Firmenich was oorspronkelijk een fabrikant van geurstoffen maar werd ook op het gebied van smaakstoffen actief, als ze in 1938 een vervangingsmiddel voor framboos creëerde, gevolgd door citrusvruchten- en aardbeiensmaakstoffen. Ze begon ook met de vervaardiging van andere synthetische smaakstoffen voor gebruik in verwerkte voedingsmiddelen en verduurzame voedingsmiddelen.
In 1939 kreeg Lavoslav Ružička, de directeur Research and Development van Firmenich, de Nobelprijs voor Scheikunde.
Op 3 mei 2017 kondigde Firmenich aan, dat ze Noville, de divisie smaakstoffen van Danisco, voor een bedrag van € 450 miljoen zou verwerven. Het is dankzij die aankoop te verwachten, dat Firmenich IFF achter zich zal laten, om de op een na grootste smaakstoffenfabrikant ter wereld te worden.
Op 11 juli 2017 rond Firmenich de acquisitie van Agilex Fragrances af. Daarmee heeft Firmenich haar capaciteit vergroot, middelgrote klanten in Noord-Amerika te bedienen.
Op 3 december 2017 kondigde Firmenich de acquisitie van Flavourome, een gevestigde particuliere smaakstoffenonderneming, aan, om haar aanwezigheid in Afrika verder uit te bouwen. Op 5 februari 2018 werd de overname afgerond.
Op 31 mei 2022 maakte Koninklijke DSM bekend te gaan fuseren met Firmenich. Het fusieconcern met 28.000 werknemers zal juridisch in Zwitserland gevestigd worden, maar de hoofdkantoren in Nederland en Kaiseraugst blijven gehandhaafd. Van de nieuwe combinatie komt 65,5% van de aandelen in handen van aandeelhouders van DSM en de rest is voor de eigenaren van Firmenich. Deze verhouding reflecteert de jaaromzet van beide bedrijven in 2021, dat was € 9,2 miljard voor DSM en CHF 4,3 miljard voor Firmenich. De bestuursvoorzitter van DSM, Dimitri de Vreeze behoudt zijn positie in de nieuwe combinatie die verder gaat onder de naam DSM-Firmenich. Op 20 april 2023 was de combinatie een feit.